# جوناگر، کلاهندی
جوناگار یک شهر و یک شورای منطقه ای در منطقه کالاهندی در ایالت اودیشا هند است. این شهر مرکز ایالت سابق کلاهندی بوده‌است.
این منطقه دارای شواهد مجسمه‌ای از آیین ساتی است که در قرون وسطی هند رایج بود و در زمان راج بریتانیا توسط لرد ویلیام بنتینک متوقف شد. این شهر به معبد شهر کلاهندی نیز معروف است.